# Cratere Adelroth
Adelroth è un cratere sulla superficie di Giapeto.